# Tachū Naitō

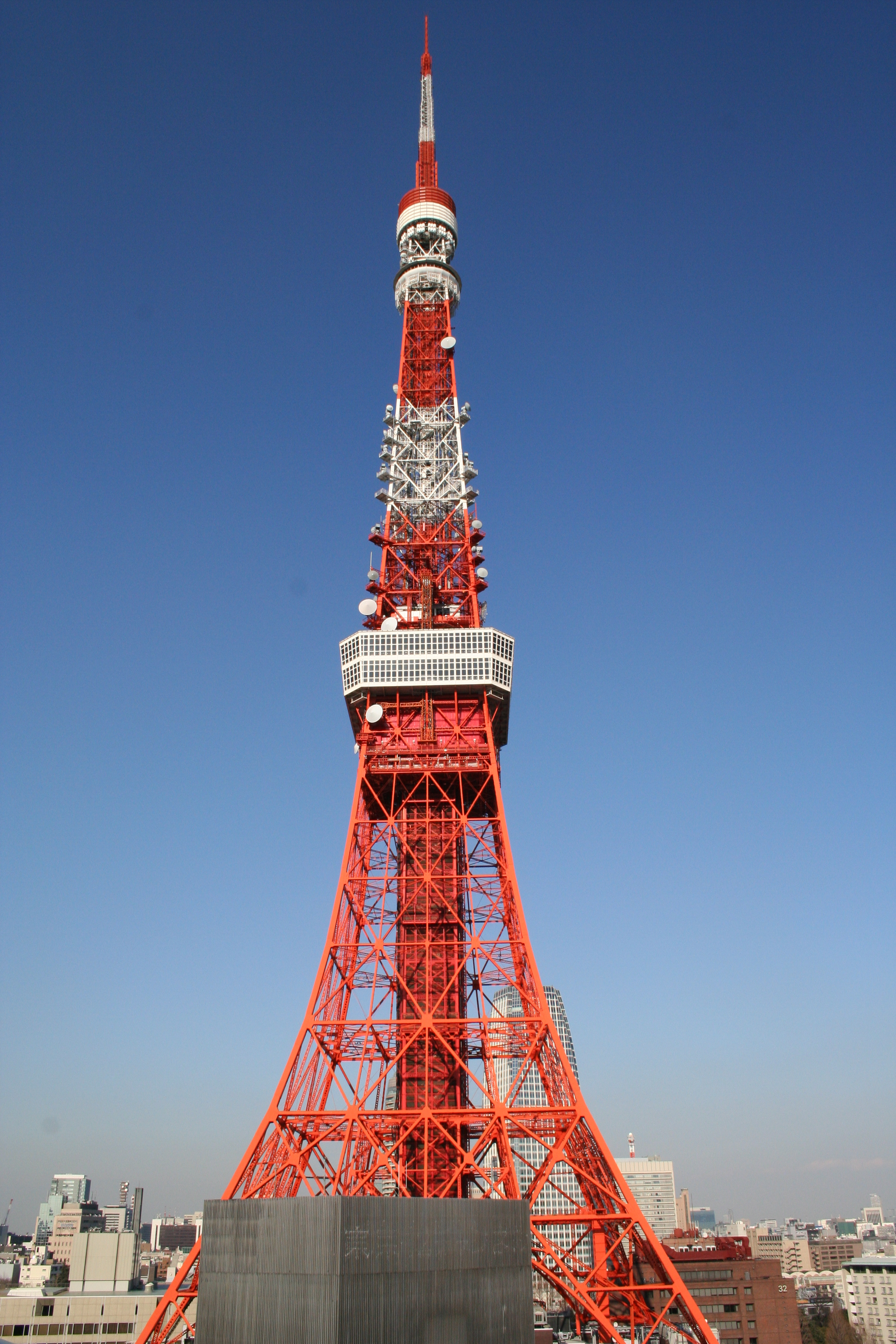
A Torre de Tóquio.

Tachū Naitō (内藤 多仲, Naitō Tachū, 12 de junho de 1886 — 25 de agosto de 1970) foi um arquiteto, engenheiro e professor japonês. Considerado o pai do design à prova de terremotos, Naitō construiu muitas torres de observação e de transmissão, sendo a Torre de Tóquio sua obra mais conhecida.

## Biografia
Nascido em Minami-arupusu, na província de Yamanashi, Tachū Naitō estudou arquitetura na Imperial Universidade de Tóquio, atualmente Universidade de Tóquio, graduando-se em 1910. Por causa da crise na construção naval de seu país ocasionada após a Guerra Russo-Japonesa, ele se especializou em arquitetura naval. Em 1913, tornou-se professor na Universidade de Waseda.
Em 1916, Tachū Naitō foi aos Estados Unidos como um estudante internacional, onde ele concebeu sua teoria sísmica sobre paredes à prova de terremotos. Em visita à Primeira Ferrovia Transcontinental, observou que os movimentos da bagagem dependiam da aceleração dos trens, depois de perceber os troncos espalhados quando o trem fazia paradas súbitas. A falta de partições no compartimento de bagagem e a desordem dos troncos levaram à ideia estrutural da parede à prova de terremotos.
Baseado em sua teoria, Tachū Naitō construiu a sede principal do Banco Industrial do Japão, projetada por Setsu Watanabe. Três meses após o edifício ficar completo, em 1923, ocorreu o grande sismo de Kantō. A estrutura do prédio resistiu aos danos causados pelo sismo, provando a efetividade da teoria de Naitō.